# Paratropus yelamosi
Paratropus yelamosi är en skalbaggsart som beskrevs av Kanaar 1997. Paratropus yelamosi ingår i släktet Paratropus och familjen stumpbaggar. Inga underarter finns listade i Catalogue of Life.